# Julia Hoggett
Dame Julia Anne Hoggett (19 de septiembre de 1973) es una banquera y gestora de riesgos británica, que fue designada directora ejecutiva de London Stock Exchange plc (LSE) en abril de 2021. Fue nombrada Dama Comandante de la Orden del Imperio Británico (DBE) en los Honores de Cumpleaños de junio de 2024 por sus servicios a las finanzas y los negocios. En noviembre de 2023 se le concedió la Libertad de la Ciudad de Londres. En 2024, el Financial Times la incluyó en su lista de las 25 mujeres más influyentes del año.

## Biografía
Hoggett nació el 19 de septiembre de 1973, y es hija de Brenda Hale, baronesa Hale de Richmond y John Hoggett QC. Estudió en la Manchester High School for Girls y en la St Paul's Girls' School. Es licenciada en Ciencias Sociales y Políticas por el Newnham College de Cambridge.
Su carrera profesional comenzó en JP Morgan a finales de la década de 1990 trabajando en emisiones de bonos. En 2004, se trasladó a Dublín para trabajar para Depfa Bank. Posteriormente fue directora general del Bank of America Merrill Lynch tras regresar de nuevo a Londres. Se unió a la Financial Conduct Authority (Autoridad de Conducta Financiera) en 2014 y trabajó allí como Directora de Supervisión del Mercado. Durante su mandato allí, describió el tráfico de información privilegiada como "el ejemplo perfecto del abuso del mercado", y también advirtió que la manipulación del mercado necesitaba un mayor escrutinio. Hoggett ha descrito su carrera como la de una gestora de riesgos que desempeñó multitud de funciones.
Hoggett fue nombrada directora ejecutiva de la London Stock Exchange plc (LSE) en abril de 2021. Desde ese puesto ha abogado por salarios ejecutivos más altos, como parte de las medidas para atraer y retener empresas en los mercados financieros del Reino Unido. También se ha pronunciado sobre cómo la reputación de los mercados financieros del Reino Unido se ha visto afectada negativamente por el aumento de los "procesos de gobernanza corporativa". Ha sido portavoz de diversidad e inclusión durante más de veinte años, después de visibilizarse como lesbiana en un entorno profesional al principio de su carrera en JP Morgan. También ha hablado sobre cómo ser abiertamente lesbiana en el trabajo le ha permitido tener relaciones más fáciles con algunos colegas hombres, que podrían ser relaciones estrictamente "profesionales desde el principio".
Hoggett vive en Londres con su pareja Wendy. Tiene dos hijos con su expareja.

## Premios y reconocimientos
Hoggett fue nombrada Dama Comandante de la Orden del Imperio Británico (DBE) en la ceremonia de junio de 2024 por sus servicios a las finanzas y los negocios. En 2024, el Financial Times la incluyó en su lista de las 25 mujeres más influyentes del año. En noviembre de 2023 se le concedió la Libertad de la Ciudad de Londres por su servicio a la industria de servicios financieros del Reino Unido y por apoyar las contribuciones de las mujeres en la Ciudad de Londres. En 2023, City AM le otorgó el premio Líder de la Industria del Año. Ha aparecido seis veces en la lista ' las 100 mujeres influyentes del Financial News.